# Luís Martins
Luís Carlos Ramos Martins (ur. 10 czerwca 1992 w Lamego) – portugalski piłkarz występujący na pozycji obrońcy w Vancouver Whitecaps FC.